# Сагмалджилар (станція метро)
41°2′27″ пн. ш. 28°54′42″ сх. д. / 41.04083° пн. ш. 28.91167° сх. д.
Сагмалджила́р (тур. Sağmalcılar) — станція лінії М1 Стамбульського метрополітену. Відкрита 3 вересня 1989.
Розташована в центральній частині району Байрампаша, Стамбул, Туреччина, обабіч автостради O-3.
Конструкція — наземна станція відкритого типу з острівною платформою.
Пересадки
- Автобуси: 32, 32A, 32M, 32T
- Маршрутки: Едірнекапи — Джеватпаша, Едірнекапи — Хал, Топкапи — Нур-Сітесі, Газі-махаллесі — Топкапи, Джебеджі-махаллесі — Топкапи

| Попередня станція               | Лінія | Лінія                           | Лінія | Наступна станція                         |
| ------------------------------- | ----- | ------------------------------- | ----- | ---------------------------------------- |
| Байрампаша — Малтепе до Єнікапи |       | M1 (Стамбульський метрополітен) |       | Коджатепе до Кіразли до Аеропорт Ататюрк |